# エアワン
エア・ワン（Air One S.p.A.）はイタリアに存在した格安航空会社。旧アリタリアの破産に伴い経営統合し、その受け皿会社であるアリタリア-イタリア航空の傘下となった後、2014年10月30日をもって運航を終了した。

## 沿革
1983年にイタリア・アドリア海側のペスカーラ（Pescara）で航空学校兼エアタクシー会社「アリアドリアティカ（Aliadriatica）」として創業。その後、地方航空会社として操業開始。1988年より、イタリアのゼネコン、トト（Toto）企業グループ傘下に入る。1995年11月より、社名を「エア・ワン」と改称、ローマ〜ミラノ間で定期便の運航を開始した。
2000年より、ルフトハンザグループと提携、スターアライアンス傘下の地方航空会社として運航。2006年6月には、国内線など近距離路線を運航する子会社エアワン・シティライナー（アリタリア・シティライナーを経て現・アリタリア・エクスプレス）を設立し、エア・ワンのブランドとしては長距離路線の運航に乗り出した。
2007年にはエールフランス-KLMグループと共にアリタリアの買収に名乗りを上げたが、アリタリアは買収交渉相手としてエールフランス-KLMグループを選んだ。
2008年6月には、それまでのイタリア国内、ヨーロッパ域内路線に加えて、大西洋路線の運航を開始し、2008年6月時点では、イタリア国内22都市、国外26都市に就航。主な就航都市は、ボストン、シカゴ、フランクフルト、ミュンヘン、ニース、アテネ、ミラノ、ローマ、ナポリ、ヴェネツィア、ボローニャ、ジェノヴァ、トリノ、アルゲーロなど。

### アリタリアとの経営統合以降
2009年1月13日、経営破綻をきたしたアリタリアと経営統合し、同社の受け皿会社であるイタリア航空(CAI)の傘下に入った。
経営統合に伴い、ルフトハンザ航空との業務提携も2009年3月28日限りで解消され、従来加盟していたルフトハンザ航空のマイレージプログラム・Miles & Moreからも脱退する事となった。
経営統合により、エア・ワンは格安航空会社(LCC)に衣替えの上で運航を継続したが、2014年9月30日、アリタリアへのブランド統一に伴いエア・ワンとしての運航を終了した。

## 保有機材
運航終了直前の段階では、10機のエアバスA320を保有していた。

### 過去の機材

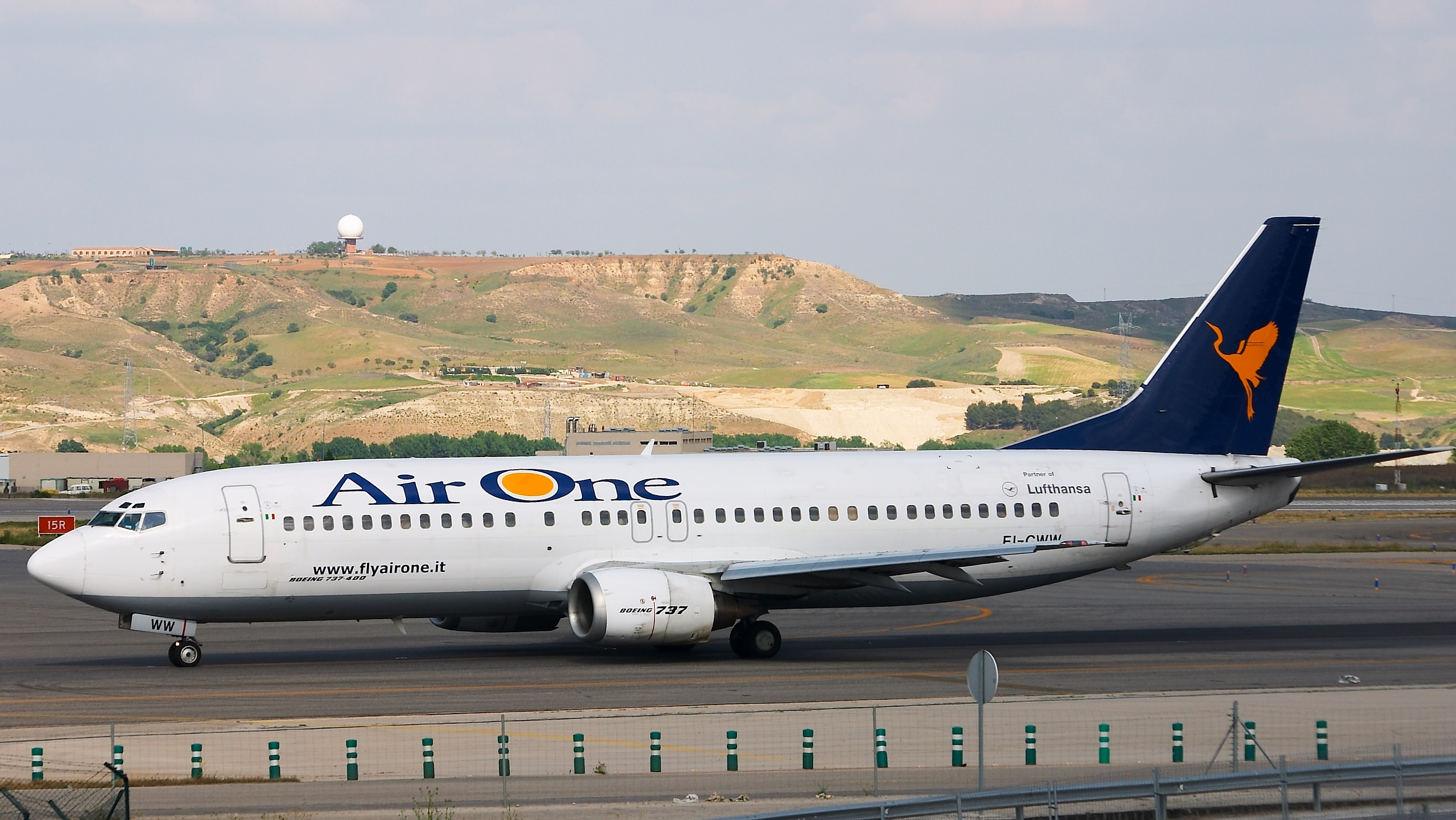
Air One ボーイング 737-4Y0

- エアバスA320-200
- エアバスA330-200
- ボーイング 737-200
- ボーイング 737-300
- ボーイング 737-400
- ボーイング 737-800
- Avro RJ70